# Từ Thụy Vân
Từ Thụy Vân (tiếng Trung: 徐瑞云; bính âm: Xú Ruìyún, 15 tháng 6 năm 1915 – tháng 1 năm 1969), còn được gọi là Süe-Yung Zee-Kiang, là một nhà toán học người Trung Quốc chuyên về giải tích toán học. Cố vấn luận án tiến sĩ của bà là Constantin Carathéodory, bà là người phụ nữ Trung Quốc đầu tiên nhận bằng tiến sĩ toán học. Năm 1941, bà quay về Trung Quốc và công tác tại Đại học Chiết Giang và Đại học Hàng Châu. Năm 1969, bà tự sát trong cuộc Cách mạng Văn hóa.

## Tiểu sử
Từ Thụy Vân sinh ra ở Thượng Hải vào ngày 15 tháng 6 năm 1915. Gia đình bà gốc ở Từ Khê, Chiết Giang. Cha bà là một nhà tư bản sở hữu một nhà máy sản xuất vớ. Năm 1927, bà vào trường Vụ Bản nữ thục. Năm 1932, bà vào Đại học Chiết Giang ở Hàng Châu, bà được giảng dạy bởi hai nhà toán học Trần Kiến Công và Tô Bộ Thanh. Bà tốt nghiệp năm 1936 và được thuê làm trợ giảng. Tại Đại học Chiết Giang, bà phát sinh tình cảm với sinh viên ngành sinh học Giang Hi Minh. Họ kết hôn vào tháng 2 năm 1937.
Năm 1937, Từ và Giang nhận được học bổng Humboldt du học ở Đức Quốc Xã. Họ rời Trung Quốc vào tháng 5 năm 1937, bị trì hoãn một tháng rưỡi ở Milano, trước khi đến Đức Quốc Xã vào tháng 8. Họ lần đầu học tiếng Đức ở Berlin trong hai tháng, sau đó đăng ký học chương trình Tiến sĩ tại Đại học München. Bà được Constantin Carathéodory hướng dẫn luận án tiến sĩ và nghiên cứu chuỗi lượng giác, đặc biệt là chuỗi Fourier. Cuối năm 1940, bà nhận bằng tiến sĩ, trở thành nữ tiến sĩ toán học đầu tiên của Trung Quốc.
Tháng 1 năm 1941, Từ và chồng rời Đức Quốc Xã. Vào tháng 3, họ đến Trùng Khánh, thủ đô của Trung Quốc trong thời Chiến tranh Trung–Nhật. Vào tháng 4, họ đến Mi Đàm, Quý Châu, nơi tổ chức các lớp học thời chiến của Ban Khoa học thuộc Đại học Chiết Giang. Tại đây bà giảng dạy toán học, và các học trò của bà gồm Tào Tích Hoa, Diệp Ngạn Khiêm và một số nhà toán học Trung Quốc sau này. Sau khi chiến tranh kết thúc, Từ được phong giáo sư năm 1946, ở tuổi 31. Bà trở lại Hàng Châu và Đại học Chiết Giang trong cùng năm.
Cộng hòa Nhân dân Trung Hoa thành lập vào năm 1949. Trong giai đoạn cải tổ nền giáo dục Trung Quốc năm 1952, Từ ở lại Đại học Chiết Giang, bà là tổ trưởng giảng dạy và nghiên cứu về toán học bậc cao. Trong khoảng thời gian này bà kết nạp Đồng minh dân chủ Trung Quốc và nghiên cứu chủ nghĩa cộng sản. Năm 1953, bà được chuyển đến Học viện Sư phạm Chiết Giang (tiếng Trung: 浙江师范学院, sau này là Đại học Hàng Châu vào năm 1958), bà làm trưởng khoa toán. Trong lúc ở Học viện Sư phạm Chiết Giang, bà đã học tiếng Nga và biên dịch Lý luận hàm số thực của nhà toán học Isidor Pavlovich Natanson, tác phẩm xuất bản bằng tiếng Trung vào năm 1955.
Vào thời điểm này, bà được bầu làm đại biểu tại Đại hội Đại biểu Nhân dân Chiết Giang năm 1954 và là ủy viên Chính phủ Nhân dân Chiết Giang. Bà được bầu làm tổng thư ký của Hội Toán học Chiết Giang (浙江省数学会). Năm 1956, bà kết nạp Đảng Cộng sản Trung Quốc.
Năm 1964, Từ và Hoa La Canh chủ tọa hội nghị toàn quốc đầu tiên về giải tích hàm tại khách sạn Hành Sơn ở Thượng Hải. Bà là lãnh đạo đảng tổ tại hội nghị. Năm 1965, bà bắt đầu biên dịch Theory of Functions of a Complex Variable của Carathéodory. Bà không hoàn thành tác phẩm do bận việc trong Phong trào Giáo dục Xã hội chủ nghĩa. Sau khi Cách mạng Văn hóa diễn ra vào năm 1966, Từ bắt đầu bị phê đấu tại Đại học Hàng Châu. Bà bị ép quỳ gối và đánh đập thời gian dài. Năm 1968, chồng bà là Giang Hi Minh bị cáo buộc là gián điệp của Đức, Từ bị bắt giữ và tra khảo thú tội hoạt động gián điệp của mình. Ngày 23 tháng 1 năm 1969, bà treo cổ tự sát.
Năm 1978, Đại học Hàng Châu tổ chức lễ tưởng niệm và phục hồi danh dự cho Từ. Bà được an táng tại nhai đạo Lưu Hạ, Hàng Châu. Năm 2009, khoa toán của Đại học Chiết Giang đã mua một phần mộ và làm một tấm bia mộ mới cho bà. Vào ngày 13 tháng 6 năm 2015, Đại học Chiết Giang đã tổ chức buổi lễ kỷ niệm 100 năm ngày sinh của bà.

## Tác phẩm
Tiết Hữu Tài và cộng sự coi Từ Thụy Vân là nhà toán học thuộc thế hệ thứ ba trong truyền thống giải tích toán học tại Đại học Chiết Giang. Các ấn phẩm của bà gồm:
- Kiang, Süe-Yung (ngày 18 tháng 1 năm 1941). "Über die Fouriersche Entwicklung der singulären Funktion bei einer Lebesgueschen Zerlegung". Mathematische Zeitschrift. Quyển 47 (xuất bản December 1942). tr. 330–342. doi:10.1007/BF01180966.[b]
- Zee-Kiang, Süe-Yung (tháng 4 năm 1944). "On the Variation of Increasing Functions Whose First 2n Fourier Coefficients are Given". Journal of the London Mathematical Society. Quyển 19 số 74. tr. 71–77. doi:10.1112/jlms/19.74_Part_2.71.

Bản dịch gồm:
- Natanson, Isidor (2010) [1955]. Chen, Jiangong (biên tập). 实变函数论 [Lý luận hàm số thực] (bằng tiếng Trung). Xu, Ruiyun biên dịch (ấn bản thứ 5). ISBN 9787040292213.
- Hardy, G. H.; Rogosinski, W. W. (1978) [1956].  富里埃级数 [Chuỗi Fourier]. Xu, Ruiyun; Wang, Silei biên dịch.

Lúc còn giảng dạy tại Đại học Chiết Giang, bà là cố vấn luận án của nhà toán học người Mỹ gốc Hoa Châu Nguyên Sân. Ba thành viên của Viện Khoa học Trung Quốc – Thạch Chung Từ, Vương Nguyên và Hồ Hòa Sinh – từng theo học các khóa của bà tại trường đại học. Con gái nuôi của bà cũng trở thành tiến sĩ toán học.

### Trích dẫn
1. ↑  Zhao 1999b, tr. 74.
2. ↑  Zhao 1999b, tr. 75.
3. 1 2  Zhao 1999b, tr. 76.
4. ↑  Zhao 1999b, tr. 76–77.
5. 1 2 3  Zhao 1999b, tr. 77.
6. ↑  Xu 2015, tr. 46.
7. ↑  Xue, Liu & Peng 2020, tr. 527.
8. ↑  Zhao 1999b, tr. 77–78.
9. ↑  Zhao 1999b, tr. 78.
10. ↑  Zhao 1999b, tr. 79.
11. ↑  Zhao 1999b, tr. 80.
12. ↑  Zhao 1999b, tr. 80–81.
13. ↑  Zhao 1999b, tr. 82.
14. ↑  Zhao 1999b, tr. 82–83.
15. ↑  Zhao 1999b, tr. 86–87.
16. ↑  Zhao 1999b, tr. 87–89.
17. ↑  Zhao 1999b, tr. 89.
18. ↑  Xu 2015, tr. 47.
19. ↑  Xu 2015, tr. 45.
20. ↑  Xue, Liu & Peng 2020, tr. 524.
21. ↑  Xue, Liu & Peng 2020, tr. 523.
22. ↑  Ying & Zhang 2006, "Ruiyun Xu, a student of Carathéodory, directed my thesis. She wrote an excellent book on real variables and later became Chairwoman of the Department of Mathematics at Hangzhou University.
23. 1 2  Zhang 2015.

### Báo chí
- Zhang, Bingqing (ngày 16 tháng 6 năm 2015). 中國首位數學女博士:26歲成副教授 教出3位院士 [Nữ tiến sĩ toán học đầu tiên của Trung Quốc: Phó giáo sư 26 tuổi, giảng dạy 3 viện sĩ]. Nhân Dân nhật báo, Tiền Giang vãn báo (bằng tiếng Trung). Truy cập ngày 8 tháng 5 năm 2024.

### Tập san
- Xu, Yuanzhong (2015).  纪念徐瑞云先生诞辰100周年 [Kỷ niệm 100 năm ngày sinh của Giáo sư Từ Thụy Vân]. Studies in College Mathematics. Quyển 18 số 6. tr. 45–47.
- Xue, Youcai; Liu, Wei; Peng, Jia (2020).  浙江大学函数论学派1928—1950年的学术贡献 [Một cuộc nghiên cứu về những cống hiến của khoa lý thuyết hàm số tại Đại học Chiết Giang từ năm 1928 đến năm 1950]. Journal of Zhejiang University (Science Edition). Quyển 47 số 5. doi:10.3785/j.issn.1008-9497.2020.05.001.
- Ying, Zhiliang; Zhang, Cun-Hui (2006). "A Conversation with Yuan Shih Chow". Statistical Science. Quyển 21 số 1. tr. 99–112. arXiv:math/0606550v1. doi:10.1214/088342304000000224.

### Chương sách
- Zhao, Yanda (1999a).  徐瑞云先生传 [Tiểu sử giáo sư Từ Thụy Vân]. 中国现代数学家传 [Tiểu sử các nhà toán học Trung Quốc hiện đại] (bằng tiếng Trung). Quyển 4. 江苏教育出版社 (Nhà xuất bản giáo dục Giang Tô) (xuất bản 2000). ISBN 9787534336669.——— (1999b).  徐瑞云先生传 [Tiểu sử giáo sư Từ Thụy Vân]. Trong Jiang, Sui (biên tập). 烟雨西溪——杭大新村记忆 [Ký ức Hàng Đại Tân Thôn] (PDF) (bằng tiếng Trung). Ann Arbor, MI: Hangdaren Press (xuất bản 2020). tr. 74–90. ISBN 978-1-970152-10-4. (Văn bản tương tự được tái bản vào năm 2020)